# John Layard
John Willoughby Layard (geb. 27. November 1891 in Kensington, London; gest. 26. November 1974 in Oxford) war ein englischer Anthropologe und Psychologe. Er war ein prominenter Anhänger der Psychoanalyse Carl Gustav Jungs.

## Leben und Wirken
John Layard wurde 1891 geboren. Mit seiner Mutter zusammen hatte er oft archäologischen Ausgrabungen zugesehen. John Layard studierte in seiner Jugend bei dem Prähistoriker Ludwig Pfeiffer (1842–1921) in Weimar. Später wurde er Alfred C. Haddon vorgestellt und er studierte in Cambridge. Er erwarb einen Abschluss in Anthropologie von der Universität Cambridge und lebte in Berlin, Zürich, Edinburgh und schließlich in Oxford. Er las Medieval and Modern Languages in Cambridge und machte Feldarbeit auf den Neuen Hebriden (heute Vanuatu) mit W. H. R. Rivers. In den Jahren 1914 und 1915 lebte er auf den Malakula vorgelagerten kleinen Inseln. Die von seinen Feldforschungen mitgebrachten Materialien und Dokumente befinden heute sich im Museum of Archaeology and Anthropology, University of Cambridge. Wegen eines Nervenzusammenbruchs war er bei dem Amerikaner Homer Lane in therapeutischer Behandlung und wurde dessen Schüler. Er war Präsident der Oxford University Anthropology Society und „was at one time running three Jungian discussion groups“. Er ist Verfasser verschiedener Beiträge für ethnologische und anthropologische Fachzeitschriften und schrieb auch Beiträge für die Eranos-Jahrbücher. Er wurde als einer der „oddest characters“ beschrieben, den die britische Social Anthropology jemals hervorgebracht habe. Zu seinem Überleben eines missglückten Selbstmordversuchs, bei dem er sich in den Mund geschossen hatte, soll der britische Anthropologe Edward E. Evans-Pritchard in einer persönlichen Mitteilung an J. Pitt-Rivers gesagt haben: 

“Of course John Layard’s mad. He put a bullet through his head and it made no difference. He must be mad.”

„Selbstverständlich ist John Layard verrückt. Er schoss sich durch den Kopf und es hat nichts ausgemacht. Er muss verrückt sein.“

In dem Werk von Christopher Isherwood werden Episoden aus dem Leben Layards dichterisch verarbeitet.

## Veröffentlichungen (Auswahl)

### Monografien
- Stone Men of Malekula: Vao. Chatto and Windus, London, 1942 (Digitalisat).[12]
- The Lady of the Hare. A study in the Healing Power of Dreams. London, Faber and Faber 1944.
- The incest Taboo and the Virgin Archetype 1945.
- A Celtic Quest. Sexuality and Soul in Individuation. Spring Publ.; Zürich, 1975.
- The Snake, the Dragon and the Tree, Kitchener, Carisbrooke Press, 2008, ISBN 978-1425188894.

### Kürzere Texte
- „The Journey of the Dead from the Small Islands of North-Eastern Malekula.“ In: Edward Evan Evans-Pritchard, Raymond Firth, Bronisław Malinowski, Isaac Schapera (Hrsg.): Essays Presented to C. G. Seligman. Kegan Paul, London 1934 (Digitalisat).
- „Maze-Dances And The Ritual Of The Labyrinth in Malekula.“ In: Folklore. 47(2). 1936. pp. 123–170.
- „Labyrinth Ritual In South India: Threshold And Tattoo Designs.“ In: Folklore. 48(2). 1937. pp. 115–182.
- „The incest Taboo and the Virgin Archetype.“ In: Olga Fröbe-Kapteyn (Hrsg.): Studien zum Problem des Archetypischen. Festgabe für C. G. Jung zum siebzigsten Geburtstag 26. Juli 1945. Rhein-Verl., Zürich, 1945.
- „The family and kinship.“ In: The Institutions of Primitive Society. Oxford 1956 (Digitalisat).
  - deutsch: „Familie und Verwandtschaft“. In: Institutionen in primitiven Gesellschaften. Aus dem Engl. v. Michael Bärmann. Suhrkamp, Frankfurt, 1967. (2. Auflage, unter dem Titel „Familie und Sippe“, ebd. 1968).